# Ochodaeus capicola
Ochodaeus capicola är en skalbaggsart som beskrevs av Louis Albert Péringuey 1901. Ochodaeus capicola ingår i släktet Ochodaeus och familjen Ochodaeidae. Inga underarter finns listade i Catalogue of Life.